# Phoebophilus veternosa
Phoebophilus veternosa is een vlinder uit de familie uilen (Noctuidae). De wetenschappelijke naam is voor het eerst geldig gepubliceerd in 1908 door Pungeler.
De soort komt voor in Europa.